# Мэзон, Жереми
Жереми Мэзон (фр. Jérémy Maison; род. 21 июля 1993, Осер, департамент Йонна,Франция) — французский профессиональный шоссейный велогонщик, выступающий за команду Groupama-FDJ.

## Достижения
2014
- 1-й Tour du Lot et Garonne
- 3-й в генеральной классификации Circuit de Saône-et-Loire
- 1-й Экс-ан-От (Aix-en-Othe)
- 3-й в генеральной классификации Tour de Beaujolais
- 1-й Villeneuve-la-Guyard
- 1-й в генеральной классификации Tour de Côte d'Or
- 9-й в генеральной классификации Тур де л'Авенир
- 5-й Paris - Connere

2015
- 3-й в генеральной классификации Ronde de l'Isard d'Ariège (U-23)
  - 1-й на этапе 2
- 4-й в генеральной классификации Tour des Pays de Savoie